# Evolution (Slum Village)
Evolution è il settimo album del gruppo hip hop statunitense Slum Village, pubblicato il 25 giugno 2013 e distribuito da Traffic Entertainment e Ne'Astra Music.

## Tracce
1. Braveheart (featuring Havoc) – 4:21 (musica: Young RJ)
2. Rock Rock (featuring DJ Jazzy Jeff & Rapper Big Pooh) – 3:15 (musica: Young RJ)
3. Let It Go (featuring Blu) – 3:35 (musica: Young RJ)
4. Forever – 2:56 (musica: Young RJ, T3)
5. Scared Money (featuring Early Mac) – 3:34 (musica: Young RJ, Early Mac)
6. Summer Breeze – 4:08 (musica: Focus...)
7. The Line (featuring Focus...) – 3:59 (musica: Young RJ)
8. Hustle (featuring Vice & J. Ivy) – 4:04 (musica: Young RJ)
9. Bout That (featuring Focus...) – 3:14 (musica: Young RJ)
10. 1 Nite (featuring Vice) – 3:55 (musica: Focus...)
11. Greatness (featuring Joetka) – 3:44 (musica: Young RJ)
12. Riot (featuring Rapper Big Pooh & Joe Scudda) – 3:03 (musica: Young RJ)

Durata totale: 43:48